# ایدریان اسمیت
ایدریان اسمیت (انگلیسی: Adrian Smith؛ زادهٔ ۵ اکتبر ۱۹۳۶) بازیکن بسکتبال اهل ایالات متحده آمریکا بود.
وی همچنین برندهٔ جوایزی همچون جایزه باارزش‌ترین بازیکن بازی آل-استار ان‌بی‌ای شده‌است.
از باشگاه‌هایی که در آن بازی کرده‌است می‌توان به ساکرامنتو کینگز و گلدن استیت واریرز اشاره کرد.
وی در مسابقات کشوری و بین‌المللی در مجموع برندهٔ ۲ مدال طلا شده‌است.